# Большой Висим (приток Камы)
Большо́й Виси́м — река в России, протекает по Добрянскому району Пермского края. Устье реки находится в 787 км от устья Камы по левому берегу, река впадает в залив Большой Висим Камского водохранилища. Длина реки составляет 28 км.
Исток реки в лесах в 19 км к северо-востоку от города Добрянка. От истока река течёт на юго-запад, затем поворачивает на северо-запад. Всё течение проходит по ненаселённому лесу. Притоки — Долгая (правый); Казённая, Плоская, Безымянка (левые). Впадает в залив Большой Висим Камского водохранилища восточнее посёлка Ольховка, стоящего на южном берегу залива.

## Данные водного реестра
По данным государственного водного реестра России относится к Камскому бассейновому округу, водохозяйственный участок реки — Кама от города Березники до Камского гидроузла, без реки Косьва (от истока до Широковского гидроузла), Чусовая и Сылва, речной подбассейн реки — бассейны притоков Камы до впадения Белой. Речной бассейн реки — Кама.
Код объекта в государственном водном реестре — 10010100912111100009219.